# Lyndoch
Lyndoch – miejscowość w stanie Australia Południowa położone w rejonie Doliny Barossa około 58 km na północny wschód od Adelaide. Miejscowość założona w 1837, w 2006 miała 1415 mieszkańców.